# 吳道昌 (天啓進士)
吴道昌（？—1640年），字君庸，號達行，南直隶滁州全椒县人。民籍。明朝政治人物。

## 生平
萬曆四十六年（1618年）戊午科應天鄉試舉人，天啓二年（1622年）壬戌科進士。吏部观政，四年十二月授行人司行人，崇祯元年奉使册封泰和王，崇祯四年考选河南道御史，巡按居庸、紫荆兩關，墨吏皆望風解綬。督學順天，政尚嚴察，細務必親，雖京官有休沐例，亦以勢格不得請，積勞而病，卒于京師。公性坦朴，及舉薦猶布袍徒步，出使歸里，却騶從乘蹇，與人交，無貴賤皆樂易，至今鄉里稱之。其尤加惠于邑者，則馬價一議，鋤奸猾，省扳報，又特上緩徴疏。建北門廂樓，以壯一邑之形勝云。

## 家族
伯曾祖吳藩，嘉靖乙未進士，兵部职方司员外郎。曾祖吳蓡，祖父吳良梅，父吳士默，敕赠徵仕郎行人司行人。母胡氏，赠孺人；繼母高氏。慈侍下。叔吳士燮（正贡生）；兄吳振裘（廪生）、弟運昌、際昌、立昌、生佳（庠生）、振缨（庠生）、振箕、振乾。娶謝氏，封孺人。子尔哲、尔谋、尔元、尔亨。